# Умный у себя дома
«Умный у себя дома» (исп. El cuerdo en su casa) — комедия испанского драматурга Лопе де Веги, написанная предположительно между 1606 и 1613 годами и впервые опубликованная в 1615 году в составе «VI части комедий Лопе де Вега». Относится к числу «комедий плаща и шпаги». Действие пьесы происходит в Пласенсии (Эстремадура).